# Чакинский сельхозтехникум
Чакинский сельхозтехникум — посёлок в Ржаксинском районе Тамбовской области России. Входит в Чакинского сельсовета.

## География
Посёлок находится на расстоянии 12 км к северо-западу от посёлка городского типа Ржакса, административного центра района, и 64 км к юго-востоку от города Тамбов, административного центра области. 

### Часовой пояс
Посёлок Чакинский сельхозтехникум, как и вся Тамбовская область, находится в часовой зоне МСК (московское время). Смещение применяемого времени относительно UTC составляет +3:00.

## Население
| 2002 | 2010 |
| ---- | ---- |
| 532  | ↘430 |

### Национальный состав
Согласно результатам переписи 2002 года, в национальной структуре населения русские составляли 98 % из 532 чел.

## Инфраструктура
В посёлке находится Чакинский сельскохозяйственный техникум.

## Транспорт
Железнодорожная станция Чакино на линии Тамбов — Ржакса — Балашов Юго-Восточной железной дороги.